# Fariza
Fariza es un municipio y localidad española de la provincia de Zamora y de la comunidad autónoma de Castilla y León.
El municipio lo constituyen las localidades de Badilla, Cozcurrita, Fariza, Mámoles, Palazuelo de Sayago, Tudera y Zafara, todas ellas pertenecientes a la histórica y tradicional comarca de Sayago. Cuenta con una superficie de 90,45 km² y, según datos del padrón municipal 2017 del INE, cuenta con una población de 529 habitantes.
La biodiversidad de su término municipal ha sido protegida por la Unesco con la figura de reserva de la biosfera transfronteriza bajo la denominación de Meseta Ibérica, por la Unión Europea con la Red Natura 2000 y por la comunidad autónoma de Castilla y León con la figura de parque natural, en estas dos últimas bajo la denominación de Arribes del Duero. La triple protección de este espacio natural busca preservar sus valores naturales, de gran valor paisajístico y faunístico, en el que destaca la presencia de aves como el buitre leonado, la cigüeña negra, el halcón peregrino, el alimoche, la chova piquirroja, el búho real, el águila real y el águila perdicera. Además, la notable conservación de este territorio le ha convertido en las últimas décadas en un punto de referencia del turismo de naturaleza.

## Geografía
El municipio de Fariza se encuentra situado en el suroeste zamorano, separado de Portugal por el río Duero. Engloba las localidades de Badilla, Cozcurrita, Fariza, Mámoles, Palazuelo de Sayago, Tudera y Zafara, todas ellas pertenecientes a la histórica y tradicional comarca de Sayago.
La capital municipal, Fariza, se encuentra situada en el centro del municipio, a una distancia que oscila entre los poco más de 3 km que la separan de Cozcurrita o Palazuelo de Sayago y los 7 km de Tudera. Además, se sitúa a unos 15 km de Bermillo de Sayago, 20 km de Fermoselle, 22 km de Miranda do Douro y 52 km de la ciudad de Zamora, la capital provincial.
| Noroeste: Cozcurrita        | Norte: Badilla           | Noreste: Argañín |
| Oeste: Freixiosa (Portugal) |                          | Este: Tudera     |
| Suroeste: Mámoles           | Sur: Palazuelo de Sayago | Sureste: Zafara  |

### Orografía
El término municipal cuenta con un relieve ondulado propio de la penillanura sayaguesa, por lo que no existen alineaciones montañosas relevantes, situándose la altitud media de las zonas más elevadas en los 750 m. La zona de penillanura concluye al oeste con el profundo encajonamiento que ha producido el río Duero en su tramo internacional, y que en esta zona alcanza desniveles que alcanzan los 275 m por debajo de la penillanura.

### Hidrografía
El Duero es el principal cauce del municipio, además de frontera natural entre España y Portugal. A su paso por este municipio se puede apreciar que su cauce se encuentra profundamente encajado formando lo que los naturales de la zona denominan arribas o arribes que están parcialmente ocultos por el embalsamiento del río. El resto de cauces son de escasa entidad, formado por arroyos y regatos de carácter estacional.

## Historia

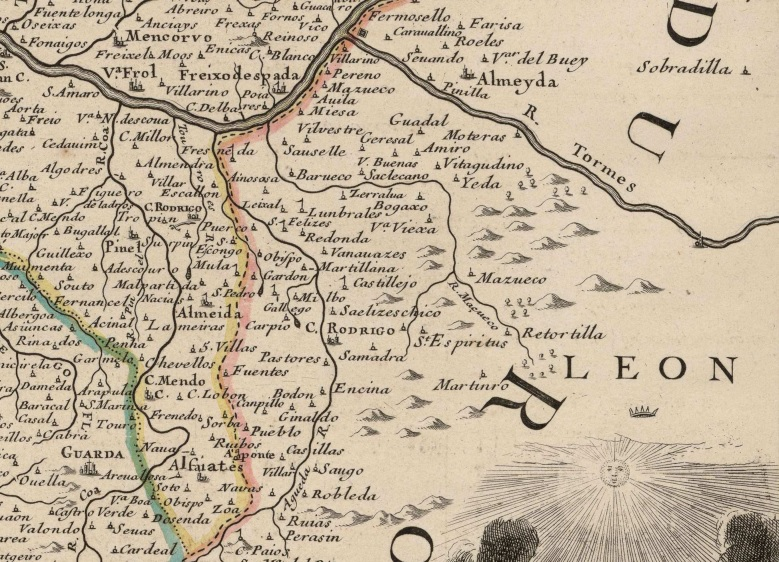
Detalle de la Raya zamorano-salmantina con Portugal en un mapa del, en el que se puede observar Fariza.

Existen evidencias de la presencia humana en el término de Fariza desde la época prerromana y romana, como atestiguan terrazas aluviales terciarias y cuaternarias a lo largo del Duero, los restos arqueológicos próximos a Fariza como un hacha o las cazoletas prehistóricas, o una estela romana adosada al muro de la iglesia. Asimismo, el puente Grande, sobre el río Pisón, sería de origen romano aunque de manufactura medieval.
De época prerromana sería el antiguo castro vetón de la Virgen del Castillo, sobre el que posteriormente se edificó la ermita que actualmente se conserva en dicho teso, que se levanta sobre un espolón y promontorio excavado al norte por la Rivera de Fariza-Cozcurrita que se ha encajado profundamente en pequeñas cascadas, y que por el oeste se traduce en un acantilado hacia el Duero inaccesible. En su base se hallan la Falla del Figuereo y los Castrilluzos, un asentamiento anterior del tipo Cogotas I.
En la Edad Media, Fariza quedó integrado en el Reino de León, siendo repoblado por sus monarcas en el contexto de las repoblaciones llevadas a cabo en Sayago. Así, la primera referencia documental conservada de Fariza data del reinado de Alfonso IX de León, en el año 1221.
Posteriormente, en la Edad Moderna, Fariza estuvo integrado en el partido de Sayago de la provincia de Zamora, tal y como reflejaba en 1773 Tomás López en Mapa de la Provincia de Zamora.
Perteneció a la cuadrilla de Bermillo, que era una de las cuatro en que se dividía el antiguo partido de Sayago dentro de la jurisdicción de la ciudad de Zamora.
Así, al reestructurarse las provincias y crearse las actuales en 1833, la localidad se mantuvo en la provincia zamorana, dentro de la Región Leonesa, integrándose en 1834 en el partido judicial de Bermillo de Sayago, dependencia que se prolongó hasta 1983, cuando fue suprimido el mismo e integrado en el partido judicial de Zamora.

## Geografía humana

### Demografía
Cuenta con una población de 496 habitantes (INE 2024).
| Gráfica de evolución demográfica de Fariza entre 1842 y 2021 |
| |
| Población de derecho según los censos de población del INE Población de hecho según los censos de población del INEEntre el censo de 1857 y el anterior, crece el término del municipio porque incorpora a 495042 (Cozcurrita), 495072 (Mamoles) y 495148 (Tudera) Entre el censo de 1970 y el anterior, crece el término del municipio porque incorpora a 49501 (Badilla) |

Según el Instituto Nacional de Estadística, Fariza tenía, a 31 de diciembre de 2018, una población total de 524 habitantes, de los cuales 274 eran hombres y 250 mujeres. Respecto al año 2000, el censo refleja 722 habitantes, de los cuales 362 eran hombres y 360 mujeres. Por lo tanto, la pérdida de población en el municipio para el periodo 2000-2018 ha sido de 198 habitantes, un 27 % de descenso.

## Símbolos

### Escudo
El escudo heráldico que representa al municipio fue aprobado el 1 de junio de 2001 con el siguiente blasón:

«Escudo partido, en la parte derecha, en campo de azur, en la parte de arriba una Ermita de plata, la que es acompañada en su parte inferior de tres personas vestidas, dos de oro y una de sable, que llevan dos pendones de blanco y el tercero que lleva una pendona de gules y sinople. En su parte izquierda es además cortado. En la parte de arriba, en campo de oro, un puente de color natural sobre ondas de plata y azur»
Boletín Oficial de Castilla y León n.º 118 de 19 de junio 2001

### Bandera
La bandera municipal fue aprobada el 1 de junio de 2001 con la siguiente descripción textual:

«Bandera rectangular, de proporciones 2:3, va partida por una línea, siendo de color oro la parte superior, y color azur la parte inferior»
Boletín Oficial de Castilla y León n.º 118 de 19 de junio 2001

## Administración y política

### Elecciones municipales
| Partido político                         | 2019  | 2019  | 2019       | 2015  | 2015  | 2015       | 2011  | 2011  | 2011       | 2007  | 2007  | 2007       | 2003  | 2003  | 2003       |
| Partido político                         | %     | Votos | Concejales | %     | Votos | Concejales | %     | Votos | Concejales | %     | Votos | Concejales | %     | Votos | Concejales |
| Partido Socialista Obrero Español (PSOE) | 60,15 | 243   | 4          | 59,14 | 262   | 5          | 61,16 | 285   | 5          | 56,71 | 317   | 4          | 53,03 | 315   | 4          |
| Partido Popular (PP)                     | 37,87 | 153   | 3          | 21,67 | 96    | 1          | 36,48 | 170   | 2          | 42,75 | 239   | 3          | 45,79 | 272   | 3          |
| Ciudadanos (Cs)                          | -     | -     | -          | 17,61 | 78    | 1          | -     | -     | -          | -     | -     | -          | -     | -     | -          |

El alcalde de Fariza no recibe ningún tipo de prestación económica por su trabajo al frente del ayuntamiento (2017).

## Monumentos y lugares de interés

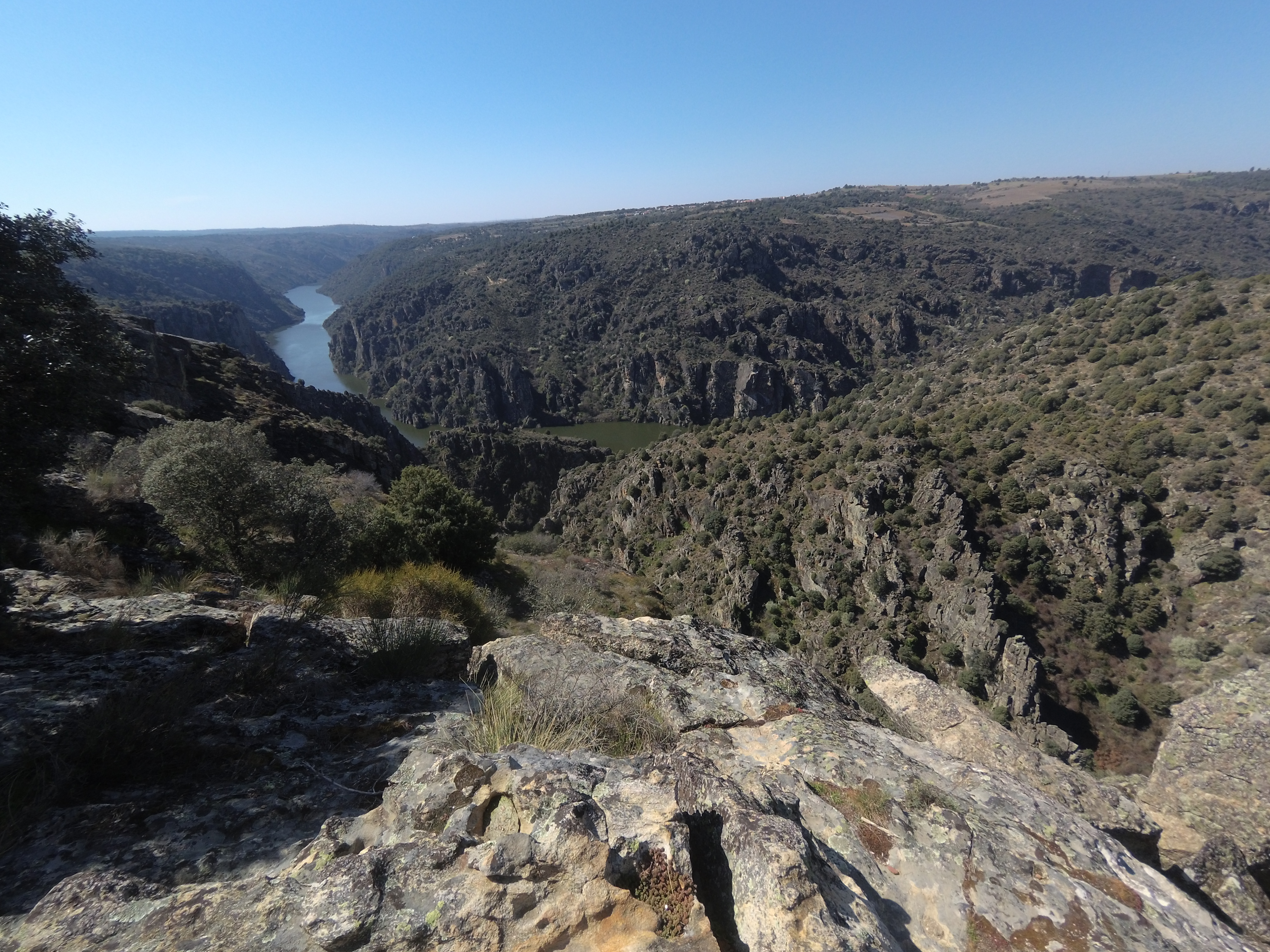
Vistas de los arribes desde el mirador de las Barrancas.

- Cruceros de piedra: El municipio cuenta con varios cruceros como la pequeña cruz del camino de Palazuelo, con brazos cortados en los extremos con ángulos reentrantes, lo que le confiere un original atractivo, pocas veces repetido. De especial interés es también el crucero cincelado allá por el 1771 y situado frente a la puerta de la iglesia, formada por una base cúbica sobre la que se asienta una alta y delgada columna, la cual sujeta arriba una fina cruz. Esta cruz posee los brazos terminados en una especia de florones de cuatro gruesas hojas.
- Ermita de la Virgen del Castillo: Santuario situado sobre un castro colgado por encima del profundo cauce del río Duero.
- Puentes, molinos y fuentes: El puente Grande, sobre el río Pisón, es de origen romano y de manufactura medieval. Además de éste, el puente de la Poza, los molinos y las fuentes del Pozo de los Burros y de la Rodilla tienen gran interés etnográfico.[17]
- Mirador de las Barrancas.

## Cultura

### Fiestas
La festividad principal es la romería de los Viriatos o de Los Pendones, tradicionalmente realizada el primer fin de semana de junio. En ella también concurren los vecinos de los pueblos de Argañín, Badilla, Cozcurrita, Mámoles, Palazuelo de Sayago, Tudera y Zafara que con sus pendones, pendonas y las cruces procesionales de cada parroquia, salen a procesionar juntos hacia la ermita de Nuestra Señora del Castillo.
El pendón se crea con un fuerte tronco de negrillo u olmo, del que ondean al viento las telas níveas de los pendones con los bordados característicos de cada una de las iglesias. Ondas de luz y color en un marco irrepetible. En la copa luce un ramillete de suaves formas redondeadas de una planta llamada rusco o carrasco del diablo, de color verde intenso. Parece como si hermosas lanzas apuntaran al azul del cielo, mientras, nuestros pasos cansados caminan envueltos en aromas de espliego, tomillo, espino albar, candela... Un hombre robusto porta el pendón, ayudado de tres cordeleros y por fuertes correones de cuero que se ciñen sobre su espalda. La virgen es portada y acompañada con rezos de una inmensa multitud que se dirige a la ermita.